# 三田村拓也
三田村 拓也（みたむら たくや、1983年12月15日 - ）は、日本のプロボクサー。福井県敦賀市出身。第24代日本ミニマム級王者。ワールドスポーツボクシングジム所属。

## 来歴
敦賀市立粟野中学校を卒業後、日本航空高等学校でボクシングを始め、インターハイベスト16の成績を残す。中央大学ではボクシング部主将も務めた。
大学卒業後は建設会社に就職したが、ボクシングへの思いを断ち切れずプロとなる。
2008年7月9日、プロデビュー。無敗で全日本ミニマム級新人王を獲得。
2011年11月18日、八重樫東が世界王座挑戦のため返上して空位となった日本同級王座を國重隆（ワタナベ）と争い、3-0の判定でタイトルを獲得した。
2012年4月10日、同級１位の指名挑戦者・中島敏浩を相手に初防衛戦を行い9回TKO勝利で初防衛成功。
2度目の防衛戦は原隆二との指名試合を10月に予定していたが、体調不良のため2012年7月10日付で王座返上。
2012年10月6日、メキシコ・ナヤリット州・テピクのエル・パレンケ・デ・ラ・フェリアでWBA世界ミニマム級暫定王者ヘスス・シルベストレと対戦し、プロ初黒星となる4回0分40秒TKO負けを喫し、王座獲得に失敗した。この試合を最後に現役生活を引退した。

## 逸話
2012年4月10日の中島敏浩との試合の序盤、右目に偶然のサミングを受け、片目がボヤけた状態のまま試合を終えた。
翌日、某市立病院、自宅近くの病院2件で検査したが異常なしと診断され、練習を再開。
対原隆二戦に向けて練習に励んでいたが、右目の違和感が回復せず都内の病院で検査を受けたところ、網膜剥離と診断され緊急入院。その時すでに視界の下半分が見えなくなっていたという。
丁度入院時にテレビで井岡一翔 対 八重樫東戦が中継されていたが、とても観れる気にはなれなかったと語る。
局所麻酔での手術だったが麻酔が効かず、人生初の気絶を体験する。
本人は引退を考えていたが突如ジョー小泉から世界挑戦の話がはいり、二つ返事で了承。ヘスス・シルベストレとの対戦が決まる。
１ヶ月近くの入院から復帰して練習を再開。練習期間は１ヶ月しかなかった為、始めからマスボクシングやスパーリングを中心にこなすが、ある日まだプロにもなっていない練習生とのスパーリングで倒されてしまう。その時は退院したばかりだからだろうとトレーナー陣営も思っていたが、翌日のスパーリングでガードの上からの攻撃に対しても崩れ落ちていく様を見、頸椎に異常があるのではないかと判断し検査に行くようにと促す。
脳神経外科でMRI検査をしたところ頸椎ヘルニアと診断されたが、トレーナーのプロスパー松浦から「本当にやるのか？」と聞かれ、「やります」と即答し試合に挑んだ。

## 戦績
- アマチュアボクシング：28戦15勝13敗
- プロボクシング：13戦12勝（2KO）1敗

| 戦           | 日付           | 勝敗 | 時間    | 内容      | 対戦相手             | 国籍                  | 備考                                  |
| ------------ | -------------- | ---- | ------- | --------- | -------------------- | --------------------- | ------------------------------------- |
| 1            | 2008年7月29日  | 勝利 | 4R      | 判定(3-0) | 吉永潤一             | 日本 （国際）         | プロデビュー戦                        |
| 2            | 2008年11月19日 | 勝利 | 4R 2:18 | TKO       | 小池峻太             | 日本 （カワイ）       |                                       |
| 3            | 2009年7月23日  | 勝利 | 4R      | 判定(3-0) | 保科芳和             | 日本 （横田）         |                                       |
| 4            | 2009年9月24日  | 勝利 | 4R      | 判定(3-0) | 濱田健一郎           | 日本 （横浜さくら ）  |                                       |
| 5            | 2009年11月3日  | 勝利 | 5R      | 判定(2-1) | 鈴木翔               | 日本 （角海老宝石）   | 東日本新人王決勝・新人王獲得          |
| 6            | 2009年12月20日 | 勝利 | 5R      | 判定(3-0) | 福原辰弥             | 日本 （ 本田F）       | 全日本新人王決勝・新人王獲得          |
| 7            | 2010年3月26日  | 勝利 | 6R      | 判定(2-0) | 深山一裕             | 日本 （セレス）       |                                       |
| 8            | 2010年7月17日  | 勝利 | 6R      | 判定(3-0) | 桜井康弘             | 日本 （レパード玉熊） |                                       |
| 9            | 2010年11月12日 | 勝利 | 8R      | 判定(3-0) | 須江伸太郎           | 日本 （KS）           |                                       |
| 10           | 2011年4月7日   | 勝利 | 8R      | 判定(2-0) | 石井博               | 日本 （レイS）        |                                       |
| 11           | 2011年11月18日 | 勝利 | 10R     | 判定(3-0) | 國重隆               | 日本 （ワタナベ）     | 日本ミニマム級王座決定戦・獲得        |
| 12           | 2012年7月29日  | 勝利 | 9R 1:52 | TKO       | 中島敏浩             | 日本 （久留米櫛間）   | 日本王座防衛1                         |
| 13           | 2012年10月6日  | 敗北 | 4R 0:40 | TKO       | ヘスス・シルベストレ | メキシコ              | WBA暫定・世界ミニマム級タイトルマッチ |
| テンプレート |                |      |         |           |                      |                       |                                       |

## 獲得タイトル
- 第66回東日本ミニマム級新人王
- 第56回全日本ミニマム級新人王
- 第24代日本ミニマム級王座（防衛1=返上）